# مارسيلو بيريرا
مارسيلو بيريرا (بالإسبانية: Marcelo Pereira)‏ (27 مايو 1995 تيغوسيغالبا هندوراس - ) هو لاعب كرة قدم هندوراسي، يلعب كمدافع، شارك في كرة القدم في الألعاب الأولمبية الصيفية 2016.

## روابط خارجية
- مارسيلو بيريرا على موقع الاتحاد الدولي (مؤرشف)  (الإنجليزية)
- مارسيلو بيريرا على موقع قاعدة بيانات كرة القدم.إي يو (الإنجليزية)
- مارسيلو بيريرا على موقع ناشيونال فوتبول تيمز (الإنجليزية)
- مارسيلو بيريرا على موقع Soccerway.com (الإنجليزية)
- مارسيلو بيريرا على موقع أوليمبيديا (الإنجليزية)